# William Baxter (naturaliste anglais)
Pour les articles homonymes, voir Baxter et William Baxter.
William Baxter (né en 1787 et mort en 1836), est un botaniste anglais qui recueillit des plantes en Australie pour des pépiniéristes et des particuliers anglais. Il a cueilli ses plantes à Kangaroo Island (1822-1823), sur la côte sud de l'Australie-Occidentale (1823-1825) (Baie de King George, Cap Aride et Lucky Bay), Twofold Bay (Nouvelle-Galles du Sud) et le promontoire Wilsons, au Victoria (1826). Sa dernière expédition en Australie-Occidentale (1828-1829) a été organisée par Charles Fraser. À son retour, il y aura désaccord sur la répartition des plantes collectées. Le genre Baxteria a été nommé en son honneur. On pense qu'il est mort avant 1836.
Il ne doit pas être confondu avec son homonyme William Baxter, un naturaliste écossais.